# SES
SES S.A. – dawniej: SES Global – spółka akcyjna notowana na giełdach giełdzie w Luksemburgu i na Euronext (pod oznaczeniem SESG); jeden z największych na świecie operatorów satelitarnych.
Grupa składa się ze spółek:
- SES Americom
- Americom Government Services (AGS)
- Star One (20% udziałów)
- Nahuelsat (28,75% udziałów)
- AsiaSat (34,10% udziałów)
- SES Astra
- SES Sirius (75% udziałów)
- SES New Skies

## Historia
Spółka SES Global powstała w 2001 z przejęcia, za 4,3 mld USD, operatora GE Americom. SES Global była spółką zarządzającą grupą operatorów. Firmy które utworzyły SES Global zostały przemianowane na SES Astra i SES Americom.
SES Global został przemianowany na SES decyzją nadzwyczajnego zgromadzenia udziałowców 14 grudnia 2006.